# Limonia acidissima
Limonia acidissima L. è una pianta della famiglia delle Rutacee, diffusa nel Bangladesh. È l'unica specie nota del genere Limonia.
I suoi frutti sono commestibili e sono chiamati "mele di legno" (wood apples in inglese) in quanto presentano un guscio lignificato molto duro che avvolge una morbida polpa. Si presentano sferici, con un diametro compreso fra 5 e 9 cm. A maturazione la polpa è appiccicosa, di colore marrone, con piccoli semi bianchi e sapore dolce e acido.